# ザシャ・シュテーゲマン
ザシャ・シュテーゲマン（Sascha Stegemann、1984年12月6日 - ）は、ドイツ・ノルトライン＝ヴェストファーレン州ニーダカッセル出身のサッカー審判員。2019年から国際サッカー連盟 (FIFA) に国際審判員として登録されている。

## 来歴
2011年からドイツサッカー連盟 (DFB) 主管試合を担当する審判員となり、2012年1月から2. ブンデスリーガを担当。2014年からブンデスリーガ担当に昇格した。30歳を前にしてのブンデスリーガ担当への昇格は異例であるが、DFB審判委員会のヘルベルト・ファンデルは、シュテーゲマンが「明瞭で勇気を与えるレフェリングでブンデスリーガの審判団を充実させてくれる」と述べている。実際には、ブンデスリーガの審判員の高齢化により審判員の定年引退が相次ぐことが予想されての抜擢ではないかとの指摘もある。
2014年8月31日、マインツ05対ハノーファー96の試合でブンデスリーガデビュー。
2024年、DFBと日本サッカー協会 (JFA) との「審判交流プログラム」により、ダミアン・シルヴェストジャク（ポーランド）、ダレン・イングランド（イングランド）らと共に来日し、5月15日から約1ヶ月間、J1リーグ、J2リーグ、JリーグYBCルヴァンカップの審判を担当した。

## 私生活
州立大学を卒業して行政の学位を取得している。ニーダカッセル在住。